# اکونو
اکونو (به لاتین: Akono) یک منطقهٔ مسکونی در کامرون است.